# 新紀實
新紀實（New Documents）是在1967年的紐約現代藝術博物館（簡稱MoMA），由約翰·薩考斯基（John Szarkowski）所策劃的一場具有影響力的紀實攝影展。這一檔展覽主要展出黛安·阿巴斯（Diane Arbus）、李·佛瑞蘭德（Lee Friedlander）及蓋瑞·溫諾格蘭（Garry Winogrand）的攝影作品，在當時是被視為很激進的，也被認為是攝影的新走向：這些照片似乎帶有日常、快拍性質，且照片中的主體外表上很平凡，卻難以被歸類。

## 在新紀實之前的紀實攝影
在新紀實之前，紀實攝影較著重於客觀紀錄報導與為社會發聲，以見證式的、權威式的表現方式呈現攝影家眼中的真實，喚起人們對於社會的人文關懷，試圖為社會帶來變革，因此常為一個命題花上數個月甚至數年的時間記錄。
在1930年代的全球經濟大蕭條背景下，美國農業安全局（Farm Security Administration，簡稱FSA）在1935年至1942年間委託Walker Evans, Dorothea Lange, Russell Lee, Arthur Rothstein等攝影師進行一連串報導，主要為當時美國羅斯福新政的農業政策進行宣傳，記錄在經濟大蕭條的背景下，美國的農業與農民所遇到的困境，喚起社會大眾的關注，這項由國家單位所發起的大型計畫，也展現紀實攝影所帶來的影響力。
其中Dorothea Lange所拍攝的《移工母親》，被視為是人在貧困的苦難中堅忍不拔的象徵。然而，多年後，照片中的本人Florence Owens Thompson表示：「我寧可她(Dorothea Lange)沒有拍我的照片。我沒有從中拿到一分錢。她也沒有問我的名字。她說她不會賣那些照片。她說照片她會送一份給我。她沒有這麼做。」
從這一個案例中，可以看見紀實攝影原先的目的雖然是在喚起人們對於社會的關懷與行動，但其影像經過傳播後，這些攝影者眼中所謂的「真實」，亦衍生出對於拍攝對象所產生剝削的問題；而這些「真實」是否能夠釐清真相，或是掩蓋了真相，也是紀實攝影會產生的爭議。

## 歷史背景
而在1967年的展覽前，這三位攝影師被認為在當時或多或少受到羅柏·法蘭克的影響。法蘭克在1958年出版的《美國人》，是他以一個外來者的眼光，所記錄的二戰後美國社會的各個面向，包括：種族、政治問題、宗教、死亡等。
法蘭克以各種象徵美國的符號，例如：美國國旗、十字架、公路、遊行集會、轎車、點唱機等，如實的呈現他眼中的美國。他看出的美國是截然不同於當時印象中或媒體所報導的那般安定、和樂與繁榮——在他眼中的美國是疏離、憤怒、孤獨、困頓的，影像反映出美國夢與現實的落差，打破了人們對美國所懷抱的理想與憧憬，同時亦映照出1950年代美國的「垮掉的一代」──年輕人的茫然失據。
法蘭克並主張抓拍美學(snapshot aesthetic)，亦即「我拍即我見」，影響後續Garry Winogrand, Nan Goldin, Wolfgang Tillmans, Martin Parr, William Eggleston, Terry Richardson等人。

## 新紀實的特性
亞瑟倫森斯坦在《紀實攝影》一書中如此描述新紀實的攝影風格：「這些攝影家重新界定攝影美學，使用新的象徵指出時代對於醜陋的、平庸的與內心世界的沉迷。」 
相較於先前的紀實攝影，黛安·阿巴斯、李·佛瑞蘭德及蓋瑞·溫諾格蘭在1967年的新紀實所展出的攝影作品顯示這時的紀實攝影已慢慢走向主觀的、個人內心的方向，著重於自我探索或是觀察與紀錄生命中的片刻，並以此方式來提出對於個人所生存的世代的歷史、社會與文化之現實生活作出的觀察與批判。
珊卓·菲利浦斯認為，從新紀實展覽中，策展人約翰薩考斯基所提出的「新紀實」是一種方法（approach），而非形式。亦可從此判斷，新紀實的重點不在於探討紀實攝影的表現形式與美學，而在於提出有別於先前紀實攝影的觀點，不再注重人文關懷或有權威、見證式的攝影語言。新紀實提出的是，被攝主體的可能性與範圍更寬廣，並更重於突顯攝影者是如何觀看當下的社會現況，因此新紀實的表現方式也傾向於更個人、主觀，發展出貼近個人內心真實的影像風格。
在新紀實一展中，可見阿巴斯的拍攝方法迥異於佛瑞蘭德及溫諾格蘭。阿巴斯的影像中，她會主動的、有意識的尋找她所要拍攝的主題，並主要關注社會各個階層的人，其中有些作品在展出後引發許多爭議，例如她所拍攝的畸人、變裝嗜好、變性人、次文化等主題。
相較於阿巴斯，溫諾格蘭及佛瑞蘭德的街拍作品較傾向於隨機偶發的、不期而遇的抓拍，攝影家等待著某一個確切時機出現，當景框中的人物與背景組合成某一種奇特或驚奇的景象後，再以相機框取，因此其主題與構圖也不同於阿巴斯多半以正面、直接的肖像呈現被攝者，有時是經過多次拜訪後才拍下人物的照片。
阿巴斯將鏡頭貼近社會上較少人關注的對象，並與她的對象共同合作拍攝一張照片，等他們擺好姿態後再進行拍攝。她亦曾表示：「我真的相信世上有些事情如果我不拍下來，就沒有人會看見。」及「……一件事物沒被看見是因為它顯而易見，但相反地，它可見是因為它被看見了……」，顯示出她個人對事物的見解有獨到的眼光，且不易被人所見，而她因著攝影這一項媒介將她個人所發掘的影像記錄下來。
溫諾格蘭曾說過：「萬物皆可拍」，他認為所有的景象都已在街道上了，因此他的影像主題雖然是平凡無奇的街道景象，但他善於在沒有秩序的人群街道上，找出某一種秩序，他會站在街道上的人群之中拍攝，並對於人物與景象構成的時機有精準的掌握與判斷。他所觀察的1960年代美國是混亂且荒謬的，而他透過相機使這種混亂顯現出來，當下社會時空所構築影像在大量累積之後，形成他對於當時社會的觀點。
如同策展人約翰薩考斯基所說：「他們的目的已不在於要去改造生命，而是更認識它。」也因此新紀實的方式基於題材轉變的關係，而不再是見證式，也不再帶有權威性的，反而有更多的討論空間。

## 新紀實展覽細節
新紀實攝影展由94張黑白照片組合而成，包括：32張阿巴斯的作品，30張佛瑞蘭德的作品及32張溫諾格蘭的作品（以35釐米手持底片相機拍攝）。另還有一組溫諾格蘭35mm的彩色幻燈片也包含在內，但因技術性的困難而被移除了。
對於在展覽中的作品有以下評論：「是紀實攝影，但不是像那些已成名的或被理解的那種」、「在當時被認為是很激進的」以及「與時代步調不一致的」。阿巴斯、佛瑞蘭德和溫諾格蘭都被認為是「不在當時為人所熟知的，但後來都被認為是他們那個世代的先鋒人物，並被認為是許多世代以來最關鍵的攝影師。」 
在這一場新紀實攝影展的文字牆上，約翰薩考斯基指出「到目前為止，紀實攝影的目的在於顯現這世上的不公，以這樣的方式來引起改正這種現象的關注。但這個展覽傳達出改變的訊號。在過去的十年，新一代的攝影師已將紀實的方法導向更私人的一端，他們的目的已不在於要去改造生命，而是更認識它。」 
佛瑞蘭德及溫諾格蘭的照片較為相近，而阿巴斯的照片則與他們的不同。薩考斯基進一步解釋，結合這三個攝影師的不是他們的風格或覺察力；每一位攝影師對攝影的運用及對於世界的詮釋都有獨特的、個人的獨到見解。他們共通的部分是相信世界是值得仔細觀看的，以及他們勇於仔細端詳著世界而不去斷定它。這不是帶有報導性質的、多愁善感化的攝影，而是以具有批判性、觀察的眼光來強調感傷與矛盾的現代生活。